# 石重贵
晉出帝石重贵（914年—974年），942年－946年在位。天福七年（942年），后晋高祖石敬瑭死，重贵繼位，沿用高祖天福年号，天福九年（944年）七月改元開運。石重贵不肯向契丹称臣，契丹攻后晋，開運三年十二月十七（947年1月11日）佔開封，石重贵投降，后晋亡，史稱晋出帝、晋少帝。

## 早期
石重貴出生於太原，是石敬瑭的姪兒，父親是石敬瑭兄敬儒，为唐庄宗骑将，母安氏。敬儒早逝，敬瑭以其子重貴為螟蛉子。石重貴性好驰射、不喜习文。石敬瑭起兵反後唐時，以石重貴為金紫光祿大夫，检校司徒、行太原尹、北京留守，知河東管内節度观察事。
天福二年（937年）九月，升為左金吾衛上將軍。天福三年冬，為開封尹，封鄭王，加检校太尉，同中書門下平章事。天福六年，改為廣晉尹，徙封齊王。天福七年六月，石敬瑭去世，石敬瑭雖有六子，但有五子早死，而餘下的石重睿年幼，所以馮道等顯貴便選擇改由重貴繼位。

## 在位時期
天福八年間，二十七個州郡發生蝗災，數十萬人餓死。次年飢荒仍然嚴重，在隴州有五萬六千人餓死。
石重貴依從重臣景延廣之言，放棄高祖時期對契丹恭順的政策，对耶律德光称孙但不称臣，致使兩国關係惡化。
天福九年（944年）正月契丹軍開始入侵，三年間雙方互有勝負。开运二年（945年）大败南下契丹军。
開運三年十二月，將領杜重威、李守贞、張彥澤率軍向契丹軍投降，契丹派張彥澤率領先頭部隊入開封。十七日·癸酉（947年1月11日），石重貴在宮殿縱火，持劍脅持平日寵信的后宮十餘人，打算引火自盡，但被親軍薛超劫持；不久張彥澤率軍闖入，以耶律德光的詔書勸石重貴投降。於是石重貴命人滅火，與馮皇后抱在一起對泣，召翰林院學士范質起草降表，說「孫男臣重貴，禍至神惑，運盡天亡。今與太后及妻馮氏，舉族於郊野面縛待罪次。遣男鎮寧節度使延煦，威信節度使延寶，奉國寶一、金印三出迎。」然後脫下黃袍，改穿素衣投降，左右皆掩面哭泣。石重貴投降後，曾試圖召張彥澤議事，但張彥澤卻以自己無臉與石重貴相見為理由拒絕；等石重貴再召喚他時，張彥澤但微笑不應，大有譏諷之色。

## 亡國後
遼太宗耶律德光在947年正月把石重貴降為光祿大夫、檢校太尉，封「負義侯」，後晉正式滅亡。石重貴與李太后、馮皇后等家眷，並后宮左右百餘人等，被耶律德光下令北遷至黃龍府，更遣三百胡騎以護送名義實行押送。石重貴一家一路上飽經凍餒，過著有一餐沒一餐的淒慘生活，而當時後晉的遺老舊臣都懼怕耶律德光發怒，無人敢獻上物資，唯獨磁州刺史李穀在道旁守候，見石重貴一行人到來，與其相對大哭，說：「做臣子的居然安然無恙，實在是對不起陛下！」乃獻上大量物資，使石重貴等人得以溫飽。
遷出關外後，契丹再無任何供給，石重貴被迫要與宮女、太監自行採摘雜草果實來果腹，至晉州，又被要求向遼太祖墓跪拜。石重貴受不了屈辱與折磨，哭泣道：「都怪薛超阻止我自殺！才有今日！」馮皇后曾秘令左右求取毒藥，想要與石重貴自殺，但最終還是沒能成功，而于后汉乾祐二年（949年），被遷到黃龍府。
其後，又遷往建州，在那裡與李太后、馮皇后被迫耕田度日，即使生病了，也請不起醫生。《舊五代史》引范質《晉朝陷蕃記》稱石重貴「凡十八年而卒」，即在北宋乾德二年（964年）去世。石重貴墓誌銘（現藏於遼寧省博物館）稱他在遼保寧六年（974年）六月十八日病逝。

## 家族

### 皇后
- 张皇后，张从训长女（《宋史》作张从恩女），石重贵登基后追册为皇后
- 冯皇后

### 子女
1. 石延煦
2. 石延宝

- 公主石氏，天禄二年（948年），石重贵的小女儿长得很美，石重贵推辞说小公主年纪太幼，卻被辽世宗派人强取，赐给妻兄禅奴[1]（或称禅奴利[2]）。

## 延伸阅读
[在维基数据编辑]
 在维基文库阅读此作者作品
 《舊五代史·卷81》，出自薛居正《舊五代史》
 《新五代史·卷09》，出自歐陽修《新五代史》